# Allsvenskan de 1962
A Primeira Divisão do Campeonato Sueco de Futebol da temporada 1962, denominada oficialmente de Allsvenskan 1962, foi a 38º edição da principal divisão do futebol sueco. O campeão foi o IFK Norrköping que conquistou seu 10º título na história da competição.

## Classificação final
| Pos. | Equipe          | J  | V  | E | D  | GP | GC | Pts | SG  |
| ---- | --------------- | -- | -- | - | -- | -- | -- | --- | --- |
| 1    | IFK Norrköping  | 22 | 14 | 4 | 4  | 39 | 19 | 32  | +20 |
| 2    | Djurgårdens IF  | 22 | 11 | 8 | 3  | 51 | 19 | 30  | +32 |
| 3    | IFK Göteborg    | 22 | 10 | 4 | 8  | 46 | 32 | 24  | +14 |
| 4    | Örgryte IS      | 22 | 9  | 6 | 7  | 38 | 28 | 24  | +10 |
| 5    | Helsingborgs IF | 22 | 11 | 2 | 9  | 37 | 38 | 24  | -1  |
| 6    | Örebro SK       | 22 | 8  | 7 | 7  | 26 | 28 | 23  | -2  |
| 7    | IF Elfsborg     | 22 | 9  | 4 | 9  | 37 | 37 | 22  | 0   |
| 8    | Malmö FF        | 22 | 9  | 4 | 9  | 32 | 40 | 22  | -8  |
| 9    | Hammarby IF     | 22 | 8  | 4 | 10 | 32 | 43 | 20  | -11 |
| 10   | Degerfors IF    | 22 | 7  | 4 | 11 | 33 | 35 | 18  | -2  |
| 11   | IFK Malmö       | 22 | 7  | 2 | 13 | 21 | 41 | 16  | -20 |
| 12   | Högadals IS     | 22 | 3  | 3 | 16 | 24 | 56 | 9   | -32 |

## Premiação
| Allsvenskan 1962                    |
| Sweden                              |
| ----------------------------------- |
| IFK NORRKÖPING Campeão (10º título) |